# Selección de fútbol de Filipinas
La selección de fútbol de Filipinas es el representativo nacional de este país. Es controlada por la Federación Filipina de Fútbol, perteneciente a la AFC. Se le suele llamar azkals, que deriva de askal, un término coloquial que significa perros callejeros, una versión atribuía este nombre al nulo apoyo dado a la selección nacional, aunque la versión más difundida es que se debe al carácter multiétnico (alemanes, británicos, daneses, españoles, neerlandeses, japoneses, estadounidenses, etc, de raíces filipinas) del grupo de jugadores que compone la selección. 
A pesar de que es la selección más antigua de Asia (su primer partido fue en febrero de 1913) aún no ha obtenido grandes títulos en el ámbito internacional, llegando a ser considerada hasta no hace muchos años como uno de los equipos más débiles del sudeste asiático y del continente. 
Desde hace varios años, la selección viene haciendo importantes progresos en torneos regionales y continentales, en gran medida por la vinculación de jugadores de origen filipino nacidos en Europa y Estados Unidos y el fichaje de algunos de ellos por equipos de la liga local, lo que ha causado que el deporte y la selección nacional hayan tenido un crecimiento exponencial dentro y fuera del país.
Esto se vio demostrado en 2015 y 2016 para las clasificatorias al mundial de Rusia 2018 donde si bien Filipinas no pasó de la segunda ronda, pudo sacar resultados sorpresivos, para lo que era antes esta selección, ganando 0-2 a Yemen, 2-1 a Baréin, empatando 0-0 ante Corea del Norte en Pyongyang, resultado ya histórico para el fútbol filipino, eso se mejoró en marzo de 2016 cuando le ganó 3-2 a Corea del Norte, cayendo goleada solo en un partido ante Uzbekistán 1-5 como local aunque luego mejoraría esa imagen como visitante perdiendo solo por 1-0, actualmente según la FIFA es la mejor selección de su región, el sudeste de Asia, superando a selecciones como Malasia, Tailandia, Indonesia, Singapur y Vietnam, que antes eran ampliamente mejores. También estuvo cerca de clasificarse para la copa asiática de 2015, tras perder la final de la copa desafío de la AFC ante Palestina, quien debutaría en la Copa Asiática.
Unos de sus jugadores más destacados ha sido Paulino Alcántara, quien sería el goleador histórico del Fútbol Club Barcelona, al haber marcado 369 goles en 357 partidos disputados entre 1912 y 1927, y pasando a la historia del fútbol como el primer asiático en jugar en Europa.

## Historia

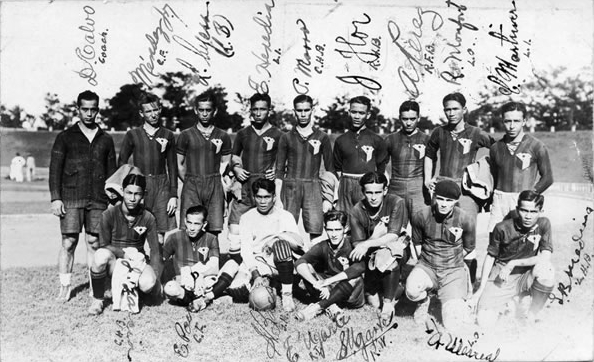
El equipo que participó en los Juegos del Lejano Oriente de 1930.

Filipinas disputó su primer partido internacional en los Juegos del Lejano Oriente de 1913 venciendo 2-1 a China y consiguiendo su primer título en dicha competición. Durante la edición de 1917 el equipo nacional logró su mayor resultado en el fútbol internacional liderados por el icono filipino-español Paulino Alcántara donde derrotaron 15-2 a Japón peor resultado conseguido por esta selección en su historia.
Después de la disolución de los Juegos del Lejano Oriente la selección nacional participó en los Juegos del Este de 1940 donde terminaron terceros después del campeón Japón y el subcampeón China.
En el año 1950 en el equipo nacional al igual que otros combinados asiáticos se retiró de las eliminatorias a la Copa Mundial de Fútbol de 1950 debido a los costos que le generaba a la institución. 
El rendimiento del equipo nacional en los Juegos Asiáticos de 1958 celebrado en Tokio donde derrotaron 1-0 a Japón fue etiquetado como un malestar para la prensa japonesa.
Después de 1958 se produjo un declive en el fútbol filipino ya que varios jugadores claves renunciaron al equipo nacional debido a problemas financieros, tras esto el congreso filipino aprobó la ley de la república 3135 y la carta de la federación amateur filipina en el que ordena a los clubes filipinos a no tener más del 40% de chinos y otros jugadores extranjeros. Tras esta situación la selección filipina quedó debilitada por unos años.

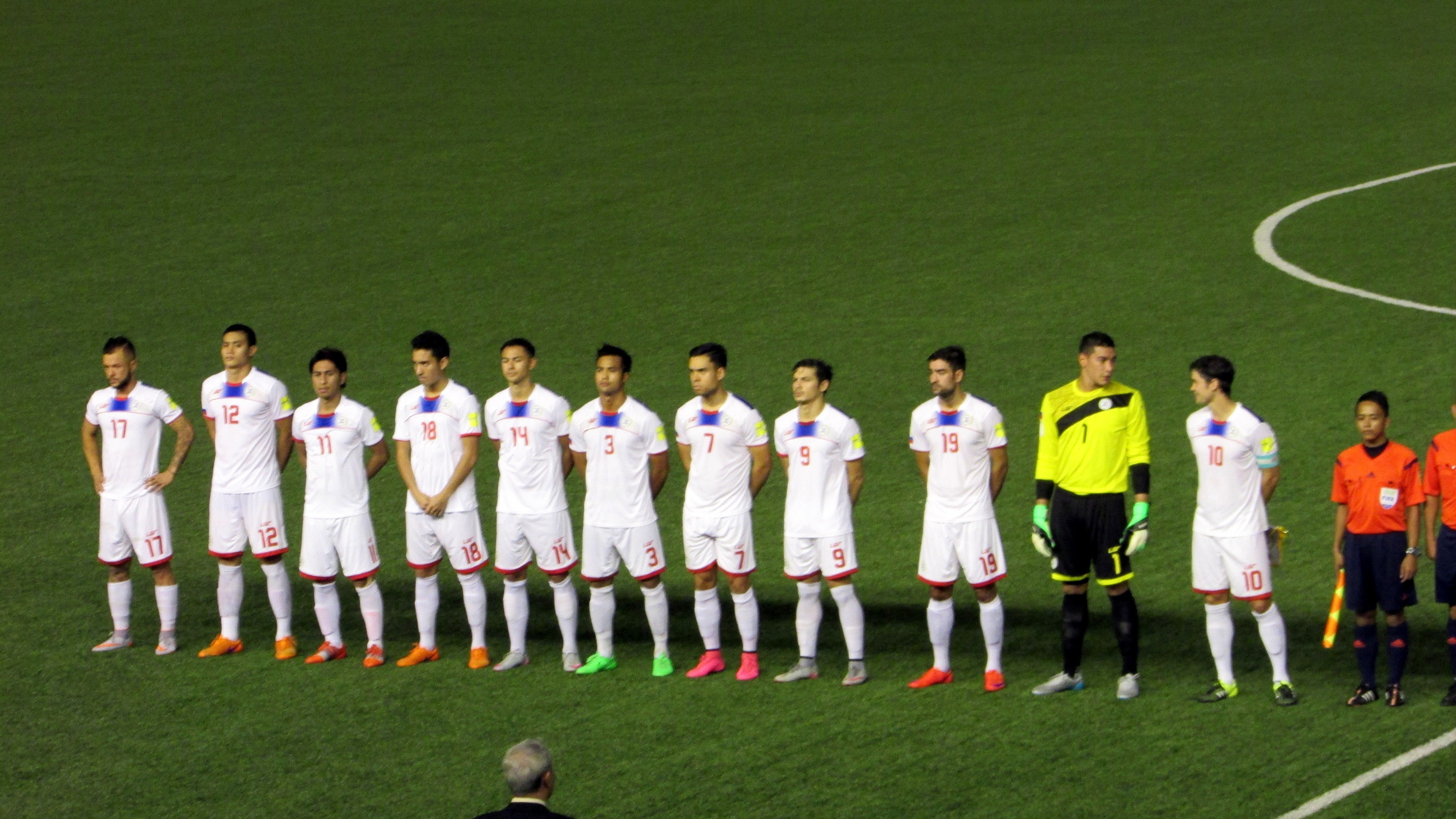
El equipo inicial ante en un partido amistoso el.

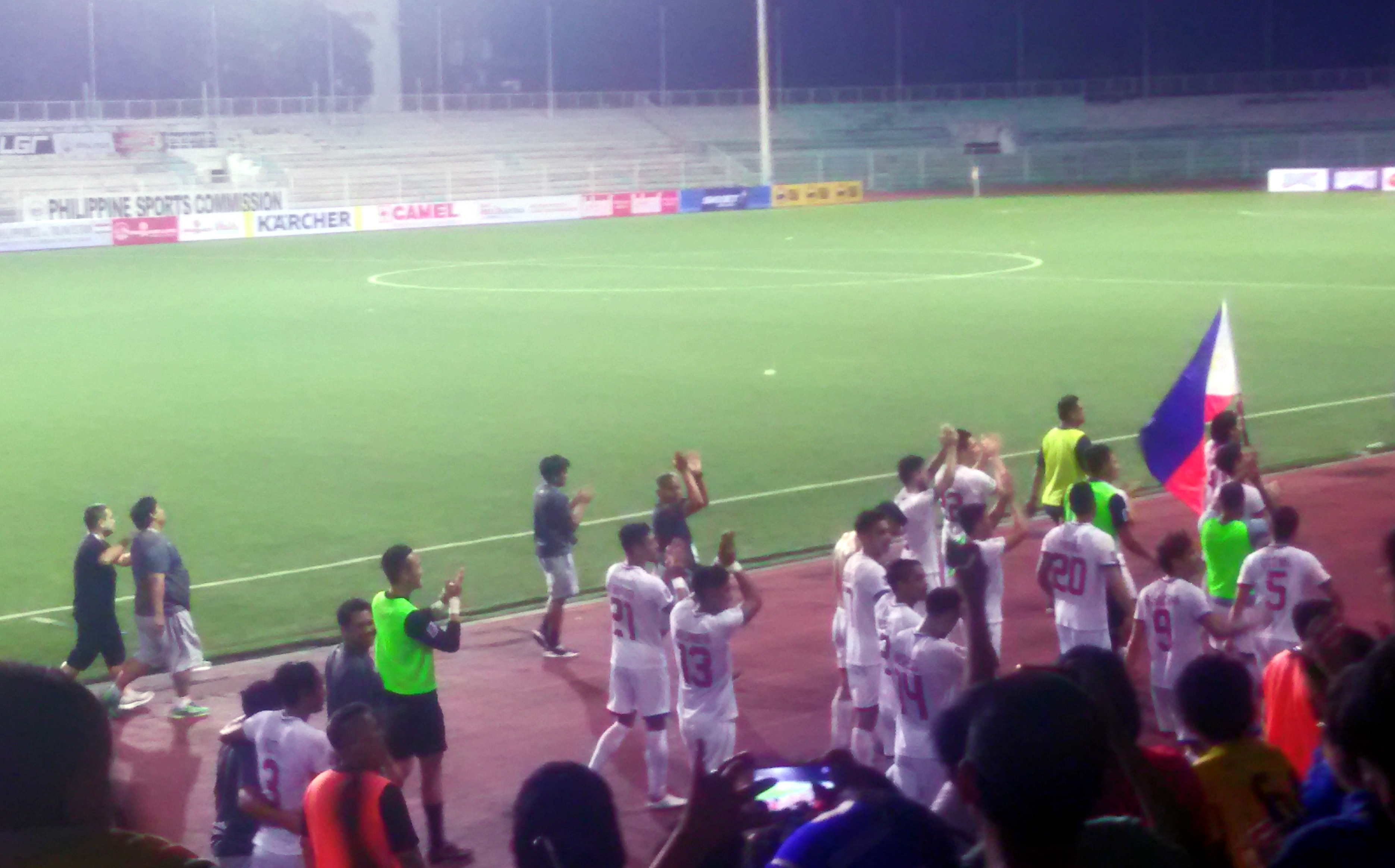
Los jugadores de Filipinas celebran la clasificación a la Copa Asiática 2019 al vencer 2-1 a el.

Finalmente en los Juegos Asiáticos de 1962, por el débil estado del combinado, recibió una derrota de 15-1 frente a Malasia, la peor hasta ese momento, récord que se rompió más tarde en la derrota histórica de 15-0 frente a Japón en 1967 disputando las eliminatorias a los Juegos Olímpicos de 1968. Además dos entrenadores extranjeros fueron contratados para mejorar la calidad del equipo pero no sirvió, el inglés Allan Rogers fue contratado en la goleada ante Malasia y el español Juan Cutillas en la goleada ante Japón.
En 1991 bajo la dirección técnica del alemán Eclhard Kravtzun lograron obtener el cuarto puesto en los Juegos del Sudeste Asiático su mejor resultado obtenido en la competición donde Filipinas eliminó por 1-0 al campeón defensor Malasia.
En septiembre de 2006 Filipinas cayó al puesto 195 en el ranking mundial FIFA el más bajo obtenido en su historia. Aunque finalmente a fin de año Filipinas logró volver a la 171 posición tras su destacable campaña en la clasificación para la Copa de la ASEAN de 2007. 
En 2011 bajo la incorporación de varios jugadores extranjeros de origen filipino provenientes de Europa y Estados Unidos. Obtuvo algunos récords en ese año como la clasificación por primera vez a la Copa Desafío de la AFC y su primera victoria en una eliminatoria mundial rumbo al mundial 2014 donde vencieron en condición de local 4-0 a Sri Lanka y 5-1 en la vuelta pasando históricamente a la segunda donde perdieron 5-1 (marcador global) frente a Kuwait. 
En 2012 de la mano del director técnico Hans Michael Weiss Filipinas logró conseguir el título de la Copa la Paz de Filipinas quedando totalmente invicto, también fue su primer título desde el obtenido en 1913 en los Juegos del Lejano Oriente, el mismo récord se volvería tener en la edición de 2013.
En 2014 Filipinas logró llegar a la final de la Copa Desafío de la AFC perdiendo 1-0 con Palestina.

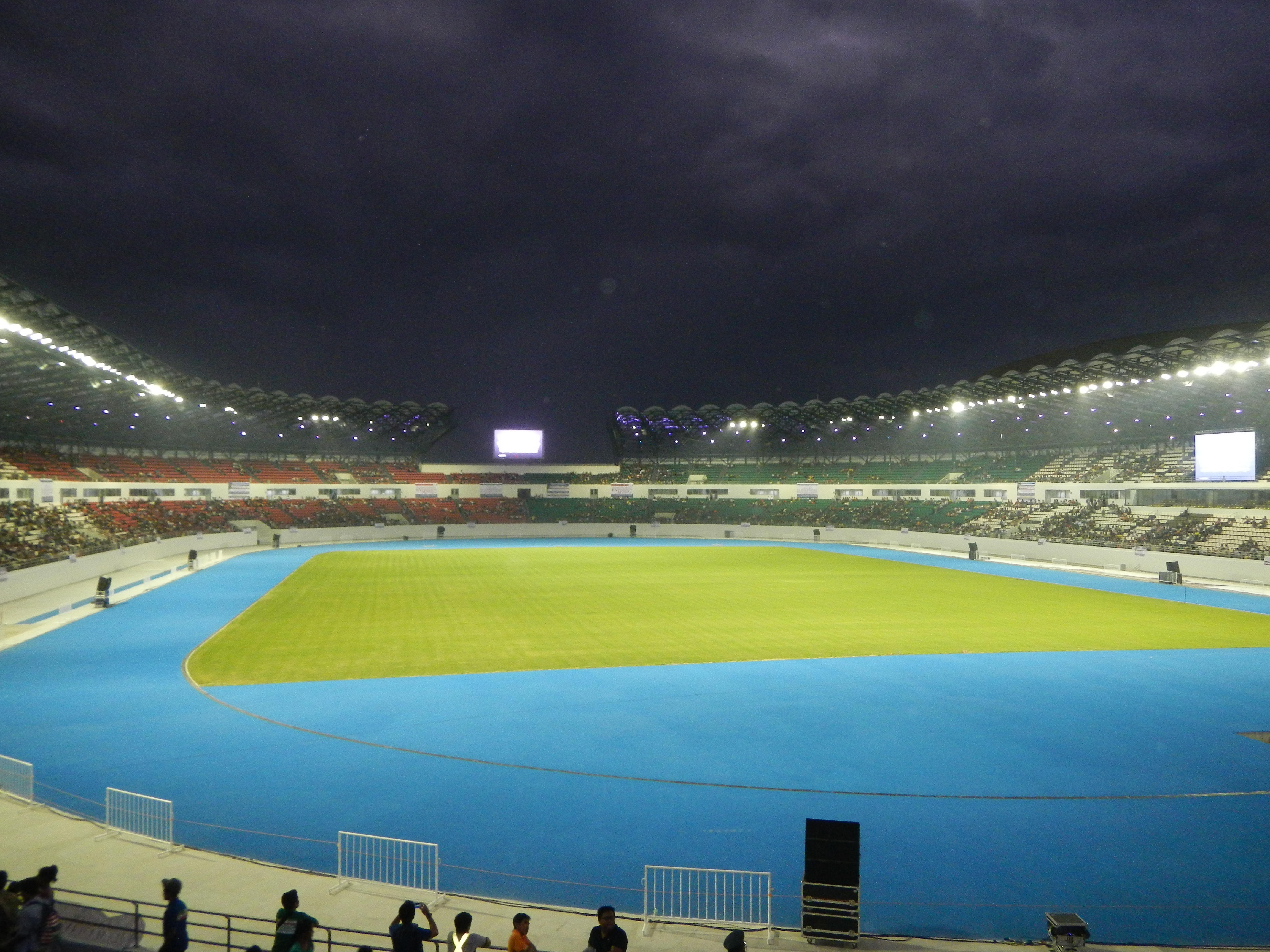
El Philippine Sports Stadium

En 2015 arrancada la Clasificación al mundial 2018 Filipinas comenzó debutando históricamente venciendo 2-1 a Baréin, 2-0 a Yemen y empatando 0-0 con Corea del Norte, quedando en las primeras fechas dentro de los puestos de clasificación, en ese mismo año la selección nacional consiguió su más alta clasificación FIFA en su historia al quedar en el puesto 124. Ya en 2016, tras una racha de varios partidos perdidos y quedar eliminado de la competición, se despidió venciendo históricamente 3-2 a Corea del Norte rival deportiva e históricamente superior a Filipinas.
En marzo de 2018 logró clasificar históricamente y por primera vez a la Copa Asiática 2019 tras vencer 2:1 a Tayikistán en el duelo definitivo.

## Uniforme
Los uniformes de la selección de fútbol de Filipinas suelen ser de los colores blanco y azul.
| Equipación 2014 | (Ver evolución) | Equipación 2019 |

## Estadísticas

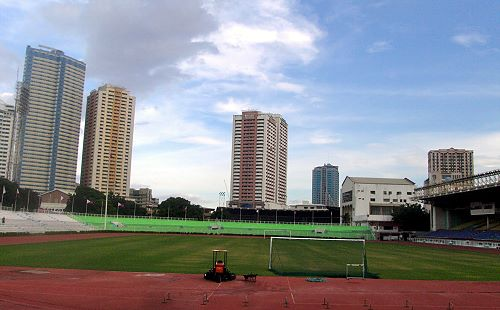
Rizal Memorial Stadium

### Copa Mundial de Fútbol
| Copa Mundial de Fútbol | Copa Mundial de Fútbol | Copa Mundial de Fútbol | Copa Mundial de Fútbol | Copa Mundial de Fútbol | Copa Mundial de Fútbol | Copa Mundial de Fútbol | Copa Mundial de Fútbol |
| Año                    | Ronda                  | J                      | G                      | E                      | P                      | GF                     | GC                     |
| ---------------------- | ---------------------- | ---------------------- | ---------------------- | ---------------------- | ---------------------- | ---------------------- | ---------------------- |
| 1930 - 1938            | No participó           | No participó           | No participó           | No participó           | No participó           | No participó           | No participó           |
| 1950                   | Se retiró              | Se retiró              | Se retiró              | Se retiró              | Se retiró              | Se retiró              | Se retiró              |
| 1954                   | No participó           | No participó           | No participó           | No participó           | No participó           | No participó           | No participó           |
| 1958                   | No participó           | No participó           | No participó           | No participó           | No participó           | No participó           | No participó           |
| 1962                   | No participó           | No participó           | No participó           | No participó           | No participó           | No participó           | No participó           |
| 1966                   | Descalificado          | Descalificado          | Descalificado          | Descalificado          | Descalificado          | Descalificado          | Descalificado          |
| 1970                   | No participó           | No participó           | No participó           | No participó           | No participó           | No participó           | No participó           |
| 1974                   | Se retiró              | Se retiró              | Se retiró              | Se retiró              | Se retiró              | Se retiró              | Se retiró              |
| 1978                   | No participó           | No participó           | No participó           | No participó           | No participó           | No participó           | No participó           |
| 1982                   | No participó           | No participó           | No participó           | No participó           | No participó           | No participó           | No participó           |
| 1986                   | No participó           | No participó           | No participó           | No participó           | No participó           | No participó           | No participó           |
| 1990                   | No participó           | No participó           | No participó           | No participó           | No participó           | No participó           | No participó           |
| 1994                   | No participó           | No participó           | No participó           | No participó           | No participó           | No participó           | No participó           |
| 1998                   | No clasificó           | No clasificó           | No clasificó           | No clasificó           | No clasificó           | No clasificó           | No clasificó           |
| 2002                   | No clasificó           | No clasificó           | No clasificó           | No clasificó           | No clasificó           | No clasificó           | No clasificó           |
| 2006                   | No participó           | No participó           | No participó           | No participó           | No participó           | No participó           | No participó           |
| 2010                   | No participó           | No participó           | No participó           | No participó           | No participó           | No participó           | No participó           |
| 2014                   | No clasificó           | No clasificó           | No clasificó           | No clasificó           | No clasificó           | No clasificó           | No clasificó           |
| 2018                   | No clasificó           | No clasificó           | No clasificó           | No clasificó           | No clasificó           | No clasificó           | No clasificó           |
| 2022                   | No clasificó           | No clasificó           | No clasificó           | No clasificó           | No clasificó           | No clasificó           | No clasificó           |
| 2026                   | No clasificó           | No clasificó           | No clasificó           | No clasificó           | No clasificó           | No clasificó           | No clasificó           |
| 2030                   | Por disputarse         | Por disputarse         | Por disputarse         | Por disputarse         | Por disputarse         | Por disputarse         | Por disputarse         |
| 2034                   | Por disputarse         | Por disputarse         | Por disputarse         | Por disputarse         | Por disputarse         | Por disputarse         | Por disputarse         |
| Total                  | 0/23                   | -                      | -                      | -                      | -                      | -                      | -                      |

### Copa Asiática
| Copa Asiática | Copa Asiática  | Copa Asiática | Copa Asiática | Copa Asiática | Copa Asiática | Copa Asiática | Copa Asiática |
| Año           | Ronda          | J             | G             | E             | P             | GF            | GC            |
| ------------- | -------------- | ------------- | ------------- | ------------- | ------------- | ------------- | ------------- |
| 1956          | No clasificó   | No clasificó  | No clasificó  | No clasificó  | No clasificó  | No clasificó  | No clasificó  |
| 1960          | No clasificó   | No clasificó  | No clasificó  | No clasificó  | No clasificó  | No clasificó  | No clasificó  |
| 1964          | Se retiró      | Se retiró     | Se retiró     | Se retiró     | Se retiró     | Se retiró     | Se retiró     |
| 1968          | No clasificó   | No clasificó  | No clasificó  | No clasificó  | No clasificó  | No clasificó  | No clasificó  |
| 1972          | Se retiró      | Se retiró     | Se retiró     | Se retiró     | Se retiró     | Se retiró     | Se retiró     |
| 1976          | Se retiró      | Se retiró     | Se retiró     | Se retiró     | Se retiró     | Se retiró     | Se retiró     |
| 1980          | No clasificó   | No clasificó  | No clasificó  | No clasificó  | No clasificó  | No clasificó  | No clasificó  |
| 1984          | No clasificó   | No clasificó  | No clasificó  | No clasificó  | No clasificó  | No clasificó  | No clasificó  |
| 1988          | No participó   | No participó  | No participó  | No participó  | No participó  | No participó  | No participó  |
| 1992          | No participó   | No participó  | No participó  | No participó  | No participó  | No participó  | No participó  |
| 1996          | No clasificó   | No clasificó  | No clasificó  | No clasificó  | No clasificó  | No clasificó  | No clasificó  |
| 2000          | No clasificó   | No clasificó  | No clasificó  | No clasificó  | No clasificó  | No clasificó  | No clasificó  |
| 2004          | No participó   | No participó  | No participó  | No participó  | No participó  | No participó  | No participó  |
| 2007          | No participó   | No participó  | No participó  | No participó  | No participó  | No participó  | No participó  |
| 2011          | No clasificó   | No clasificó  | No clasificó  | No clasificó  | No clasificó  | No clasificó  | No clasificó  |
| 2015          | No clasificó   | No clasificó  | No clasificó  | No clasificó  | No clasificó  | No clasificó  | No clasificó  |
| 2019          | Fase de grupos | 3             | 0             | 0             | 3             | 1             | 7             |
| 2023          | No clasificó   | No clasificó  | No clasificó  | No clasificó  | No clasificó  | No clasificó  | No clasificó  |
| Total         | 1/18           | 3             | 0             | 0             | 3             | 1             | 7             |

## Torneos regionales

### Campeonato de Fútbol de la ASEAN
| Campeonato de Fútbol de la ASEAN | Campeonato de Fútbol de la ASEAN | Campeonato de Fútbol de la ASEAN | Campeonato de Fútbol de la ASEAN | Campeonato de Fútbol de la ASEAN | Campeonato de Fútbol de la ASEAN | Campeonato de Fútbol de la ASEAN | Campeonato de Fútbol de la ASEAN |
| Año                              | Ronda                            | J                                | G                                | E                                | P                                | GF                               | GC                               |
| -------------------------------- | -------------------------------- | -------------------------------- | -------------------------------- | -------------------------------- | -------------------------------- | -------------------------------- | -------------------------------- |
| 1996                             | Fase de grupos                   | 4                                | 0                                | 0                                | 4                                | 0                                | 16                               |
| 1998                             | Fase de grupos                   | 3                                | 0                                | 0                                | 3                                | 3                                | 11                               |
| 2000                             | Fase de grupos                   | 3                                | 0                                | 0                                | 3                                | 0                                | 8                                |
| 2002                             | Fase de grupos                   | 4                                | 0                                | 0                                | 4                                | 3                                | 24                               |
| 2004                             | Fase de grupos                   | 4                                | 1                                | 0                                | 3                                | 4                                | 9                                |
| 2007                             | Fase de grupos                   | 3                                | 0                                | 1                                | 2                                | 0                                | 8                                |
| 2008                             | No clasificó                     | No clasificó                     | No clasificó                     | No clasificó                     | No clasificó                     | No clasificó                     | No clasificó                     |
| 2010                             | Semifinales                      | 5                                | 1                                | 2                                | 2                                | 3                                | 3                                |
| 2012                             | Semifinales                      | 5                                | 2                                | 1                                | 2                                | 4                                | 3                                |
| 2014                             | Semifinales                      | 5                                | 2                                | 1                                | 2                                | 9                                | 7                                |
| 2016                             | Fase de grupos                   | 3                                | 0                                | 2                                | 1                                | 2                                | 3                                |
| 2018                             | Semifinales                      | 6                                | 2                                | 2                                | 2                                | 7                                | 7                                |
| 2020                             | Fase de grupos                   | 4                                | 2                                | 0                                | 2                                | 12                               | 6                                |
| 2022                             | Fase de grupos                   | 4                                | 1                                | 0                                | 3                                | 8                                | 10                               |
| 2024                             | Semifinales                      | 6                                | 2                                | 3                                | 1                                | 7                                | 7                                |
| Total                            | 14/15                            | 59                               | 13                               | 12                               | 34                               | 62                               | 122                              |

### Copa Desafío de la AFC
| Copa Desafío de la AFC | Copa Desafío de la AFC | Copa Desafío de la AFC | Copa Desafío de la AFC | Copa Desafío de la AFC | Copa Desafío de la AFC | Copa Desafío de la AFC | Copa Desafío de la AFC |
| Año                    | Ronda                  | J                      | G                      | E                      | P                      | GF                     | GC                     |
| ---------------------- | ---------------------- | ---------------------- | ---------------------- | ---------------------- | ---------------------- | ---------------------- | ---------------------- |
| 2006                   | Fase de grupos         | 3                      | 0                      | 2                      | 1                      | 2                      | 3                      |
| 2008                   | No clasificó           | No clasificó           | No clasificó           | No clasificó           | No clasificó           | No clasificó           | No clasificó           |
| 2010                   | No clasificó           | No clasificó           | No clasificó           | No clasificó           | No clasificó           | No clasificó           | No clasificó           |
| 2012                   | Tercer lugar           | 5                      | 3                      | 0                      | 2                      | 9                      | 8                      |
| 2014                   | Subcampeón             | 5                      | 3                      | 1                      | 1                      | 7                      | 3                      |
| Total                  | 3/5                    | 13                     | 6                      | 3                      | 4                      | 18                     | 14                     |

## Resultados
Actualizado al último partido jugado el 10 de junio de 2025
| Fecha      | Ciudad    | Local          | Resultado | Visitante      | Competición                      |
| ---------- | --------- | -------------- | --------- | -------------- | -------------------------------- |
| 14-10-2024 | Songkhla  | Filipinas      | 3:0       | Tayikistán     | King's Cup 2024                  |
| 14-11-2024 | So Kon Po | Hong Kong      | 3:1       | Filipinas      | Partido amistoso                 |
| 12-12-2024 | Manila    | Filipinas      | 1:1       | Birmania       | Copa AFF 2024                    |
| 15-12-2024 | Vientián  | Laos           | 1:1       | Filipinas      | Copa AFF 2024                    |
| 18-12-2024 | Manila    | Filipinas      | 1:1       | Vietnam        | Copa AFF 2024                    |
| 21-12-2024 | Surakarta | Indonesia      | 0:1       | Filipinas      | Copa AFF 2024                    |
| 27-12-2024 | Manila    | Filipinas      | 2:1       | Tailandia      | Copa AFF 2024                    |
| 30-12-2024 | Bangkok   | Tailandia      | 3:1       | Filipinas      | Copa AFF 2024                    |
| 25-03-2025 | Tarlac    | Filipinas      | 4:1       | Maldivas       | Clasificación Copa Asiática 2027 |
| 10-06-2025 | Capas     | Filipinas      | 2:2       | Tayikistán     | Clasificación Copa Asiática 2027 |
| 05-09-2025 | TBD       | Filipinas      | -:-       | ?              | Partido amistoso                 |
| 09-10-2025 | Darwin    | Timor Oriental | -:-       | Filipinas      | Clasificación Copa Asiática 2027 |
| 14-10-2025 | TBD       | Filipinas      | -:-       | Timor Oriental | Clasificación Copa Asiática 2027 |
| 18-11-2025 | Malé      | Maldivas       | -:-       | Filipinas      | Clasificación Copa Asiática 2027 |

## Palmarés
- Juegos del Lejano Oriente: (1) 1913.
- Copa de la Paz de Filipinas: (2) 2012 y 2013.

## Récord ante otras selecciones
Actualizado al 25 de marzo de 2025.
     más victorias
     igualado
     más derrotas
| Rival                  | Juegos | G  | E  | P   | GF  | GC   | DG   |
| ---------------------- | ------ | -- | -- | --- | --- | ---- | ---- |
| Afganistán             | 3      | 1  | 2  | 0   | 3   | 2    | +1   |
| Australia              | 1      | 0  | 0  | 1   | 0   | 6    | −6   |
| Azerbaiyán             | 1      | 0  | 0  | 1   | 0   | 1    | −1   |
| Baréin                 | 7      | 1  | 2  | 4   | 5   | 10   | −5   |
| Bangladés              | 3      | 2  | 0  | 1   | 6   | 3    | +2   |
| Birmania               | 16     | 3  | 4  | 9   | 15  | 36   | −21  |
| Bután                  | 2      | 2  | 0  | 0   | 4   | 0    | +4   |
| Brunéi                 | 15     | 7  | 2  | 6   | 21  | 17   | +4   |
| Camboya                | 11     | 3  | 5  | 3   | 13  | 14   | −1   |
| China                  | 26     | 2  | 3  | 21  | 10  | 88   | −78  |
| China Taipéi           | 17     | 4  | 4  | 9   | 23  | 47   | −24  |
| Corea del Norte        | 4      | 1  | 1  | 2   | 4   | 7    | −3   |
| Corea del Sur          | 10     | 0  | 0  | 10  | 3   | 43   | −40  |
| Emiratos Árabes Unidos | 1      | 0  | 0  | 1   | 0   | 4    | −4   |
| Estonia                | 1      | 0  | 0  | 1   | 0   | 1    | −1   |
| Fiyi                   | 1      | 1  | 0  | 0   | 3   | 2    | +1   |
| Guam                   | 5      | 5  | 0  | 0   | 13  | 1    | +12  |
| Hong Kong              | 11     | 1  | 1  | 9   | 9   | 49   | −40  |
| India                  | 5      | 1  | 2  | 2   | 5   | 9    | −4   |
| Indonesia              | 33     | 3  | 5  | 25  | 23  | 106  | −83  |
| Irak                   | 2      | 0  | 0  | 2   | 0   | 6    | −6   |
| Irán                   | 1      | 0  | 0  | 1   | 1   | 7    | −6   |
| Israel                 | 1      | 0  | 0  | 1   | 0   | 6    | −6   |
| Japón                  | 22     | 5  | 0  | 17  | 35  | 94   | −59  |
| Jordania               | 1      | 0  | 0  | 1   | 0   | 4    | −4   |
| Kirguistán             | 4      | 3  | 0  | 1   | 5   | 4    | +1   |
| Kuwait                 | 4      | 0  | 0  | 4   | 2   | 9    | −7   |
| Laos                   | 12     | 3  | 3  | 6   | 18  | 20   | −2   |
| Líbano                 | 2      | 0  | 0  | 2   | 1   | 14   | −13  |
| Macao                  | 5      | 3  | 0  | 2   | 14  | 7    | +7   |
| Malasia                | 21     | 1  | 6  | 14  | 5   | 78   | −73  |
| Maldivas               | 6      | 4  | 1  | 1   | 14  | 8    | +6   |
| Manchukuo              | 1      | 0  | 1  | 0   | 1   | 1    | 0    |
| Mongolia               | 3      | 2  | 0  | 1   | 4   | 2    | +2   |
| Nepal                  | 7      | 5  | 1  | 1   | 15  | 2    | +13  |
| Omán                   | 3      | 0  | 1  | 2   | 1   | 10   | −9   |
| Pakistán               | 1      | 1  | 0  | 0   | 3   | 1    | +2   |
| Palestina              | 4      | 1  | 1  | 2   | 4   | 8    | −4   |
| Papúa Nueva Guinea     | 1      | 1  | 0  | 0   | 5   | 0    | +5   |
| Catar                  | 1      | 0  | 0  | 1   | 0   | 5    | −5   |
| Singapur               | 26     | 4  | 4  | 18  | 14  | 62   | −48  |
| Siria                  | 5      | 0  | 0  | 5   | 3   | 25   | −22  |
| Sri Lanka              | 4      | 2  | 1  | 1   | 9   | 5    | +4   |
| Tayikistán             | 7      | 4  | 2  | 1   | 11  | 7    | +4   |
| Tailandia              | 26     | 3  | 2  | 21  | 15  | 78   | −63  |
| Timor Oriental         | 8      | 7  | 0  | 1   | 29  | 5    | +24  |
| Turkmenistán           | 4      | 2  | 0  | 2   | 4   | 7    | −3   |
| Uzbekistán             | 2      | 0  | 0  | 2   | 1   | 6    | −5   |
| Vietnam                | 19     | 2  | 2  | 15  | 16  | 57   | −41  |
| Vietnam del Sur        | 3      | 0  | 0  | 3   | 0   | 22   | −22  |
| Yemen                  | 5      | 1  | 3  | 1   | 5   | 4    | +1   |
| TOTAL                  | 384    | 91 | 59 | 234 | 395 | 1010 | −615 |

## Entrenadores

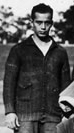
Dionisio Calvo fue uno de los primeros entrenadores que tuvo Filipinas.

| Nombre                  | Desde           | Hasta    |
| ----------------------- | --------------- | -------- |
| Dionisio Calvo          | 1934            |          |
| Alan Rogers             | 1962            | 1963     |
| Danny McLennan          | 1963            |          |
| Florentino Broce        | 1973            | 1974     |
| Comisión técnica        | 1974            | 1987     |
| Alberto Honasan         | 1987            |          |
| Carlos Cavagnaro        | 1989            |          |
| Eckhard Krautzun        | 1991            | 1992     |
| Noel Casilao            | 1993            | 1996     |
|                         | 1996            | 2000     |
| Rodolfo Alicante        | 2000            |          |
| Masataka Imai           | 2001            |          |
| Sugao Kambe             | 2002            | 2004     |
| Aris Caslib             | 2004            | 2007     |
| Norman Fegidero         | 2008            |          |
| Juan Cutillas           | 2008            |          |
| Aris Caslib             | 2009            |          |
| Des Bulpin              | 2009            | 2010     |
| Simon McMenemy          | 2010            |          |
| Michael Weiss           | 2011            | 2014     |
| Thomas Dooley           | 2014            | 2018     |
| Terry Butcher           | 2018            |          |
| Scott Cooper            | 2018 (interino) |          |
| Anto Gonzales           | 2018 (interino) |          |
| Sven-Goran Eriksson     | 2018            | 2019     |
| Scott Cooper            | 2019            |          |
| Goran Milojevic         | 2019            |          |
| Scott Cooper            | 2019            | 2021     |
| Stewart Hall            | 2021 (interino) | 2022     |
| Thomas Dooley           | 2022            |          |
| Josep Ferré             | 2022            | 2023     |
| Barae Jrondi (interino) | 2023            |          |
| Michael Weiss           | 2023            | 2024     |
| Tom Saintfiet           | 2024            |          |
| Norman Fegidero         | 2024            |          |
| Albert Capellas         | 2024            | 2025     |
| Carles Cuadrat          | 2025-           | presente |

## Jugadores

### Última convocatoria
Lista de 27 jugadores convocados para el partido contra Malvidas, correspondiente a la eliminatoria rumbo a la Copa AFC 2027, el cual fue jugado en marzo de 2025.
| No. | Pos. | Jugador                 | Fecha de nacimiento (edad)         | Apa. | Goles | Club                      |
| --- | ---- | ----------------------- | ---------------------------------- | ---- | ----- | ------------------------- |
| 1   | POR  | Kevin Ray Mendoza       | 29 de septiembre de 1994 (30 años) | 13   | 0     | Persib Bandung            |
| 15  | POR  | Quincy Kammeraad        | 1 de febrero de 2001 (24 años)     | 3    | 0     | One Taguig                |
| 16  | POR  | Julian Schwarzer        | 26 de octubre de 1999 (25 años)    | 3    | 0     | Newtown                   |
|     |      |                         |                                    |      |       |                           |
| 2   | DEF  | Jesse Curran            | 26 de julio de 1996 (28 años)      | 14   | 0     | Ratchaburi                |
| 3   | DEF  | Paul Tabinas            | 5 de julio de 2002 (23 años)       | 17   | 0     | Vukovar 1991              |
| 4   | DEF  | Jefferson Tabinas       | 7 de agosto de 1998 (26 años)      | 20   | 3     | Buriram United            |
| 5   | DEF  | Jesper Nyholm           | 10 de septiembre de 1993 (31 años) | 9    | 1     | PT Prachuap               |
| 11  | DEF  | Josef Baccay            | 29 de abril de 2001 (24 años)      | 1    | 0     | Odd                       |
| 12  | DEF  | Amani Aguinaldo         | 24 de abril de 1995 (30 años)      | 68   | 0     | Rayong                    |
| 17  | DEF  | Adrian Ugelvik          | 21 de septiembre de 2001 (23 años) | 6    | 0     | Brattvåg                  |
| 20  | DEF  | Michael Kempter         | 12 de enero de 1995 (30 años)      | 12   | 0     | Grasshopper               |
| 22  | DEF  | Joshua Meriño           | 11 de febrero de 2005 (20 años)    | 0    | 0     | PFF Developmental Team    |
|     |      |                         |                                    |      |       |                           |
| 6   | MED  | Sandro Reyes            | 29 de marzo de 2003 (22 años)      | 24   | 4     | FC Gütersloh              |
| 7   | MED  | Michael Baldisimo       | 13 de abril de 2000 (25 años)      | 10   | 0     | Cavalry FC                |
| 8   | MED  | Manny Ott               | 6 de mayo de 1992 (33 años)        | 66   | 4     | Terengganu                |
| 14  | MED  | Randy Schneider         | 27 de agosto de 2001 (23 años)     | 1    | 1     | Winterthur                |
| 18  | MED  | Zico Bailey             | 27 de agosto de 2000 (24 años)     | 11   | 1     | New Mexico United         |
| 19  | MED  | Scott Woods             | 7 de mayo de 2000 (25 años)        | 12   | 0     | Boeung Ket                |
| 23  | MED  | Christian Rontini       | 20 de julio de 1999 (26 años)      | 22   | 1     | Nongbua Pitchaya          |
|     | MED  | John-Patrick Strauß     | 28 de enero de 1996 (29 años)      | 18   | 2     | Muangthong United         |
|     |      |                         |                                    |      |       |                           |
| 9   | DEL  | Jarvey Gayoso           | 11 de febrero de 1997 (28 años)    | 27   | 3     | Phnom Penh Crown          |
| 10  | DEL  | Bjørn Martin Kristensen | 4 de mayo de 2002 (23 años)        | 12   | 6     | KFUM Oslo                 |
| 13  | DEL  | Alex Monis              | 20 de marzo de 2003 (22 años)      | 14   | 0     | New England Revolution II |
| 21  | DEL  | Santiago Rublico        | 18 de agosto de 2005 (19 años)     | 14   | 0     | CU Collado Villalba       |
|     | DEL  | Dylan Demuynck          | 6 de mayo de 2004 (21 años)        | 6    | 0     | Zulte Waregem             |
|     | DEL  | Javier Mariona          | 17 de octubre de 2004 (20 años)    | 6    | 0     | AV Alta                   |
|     | DEL  | Gerrit Holtmann         | 25 de marzo de 1995 (30 años)      | 5    | 2     | Bochum                    |